# Argylový vzor pletenin

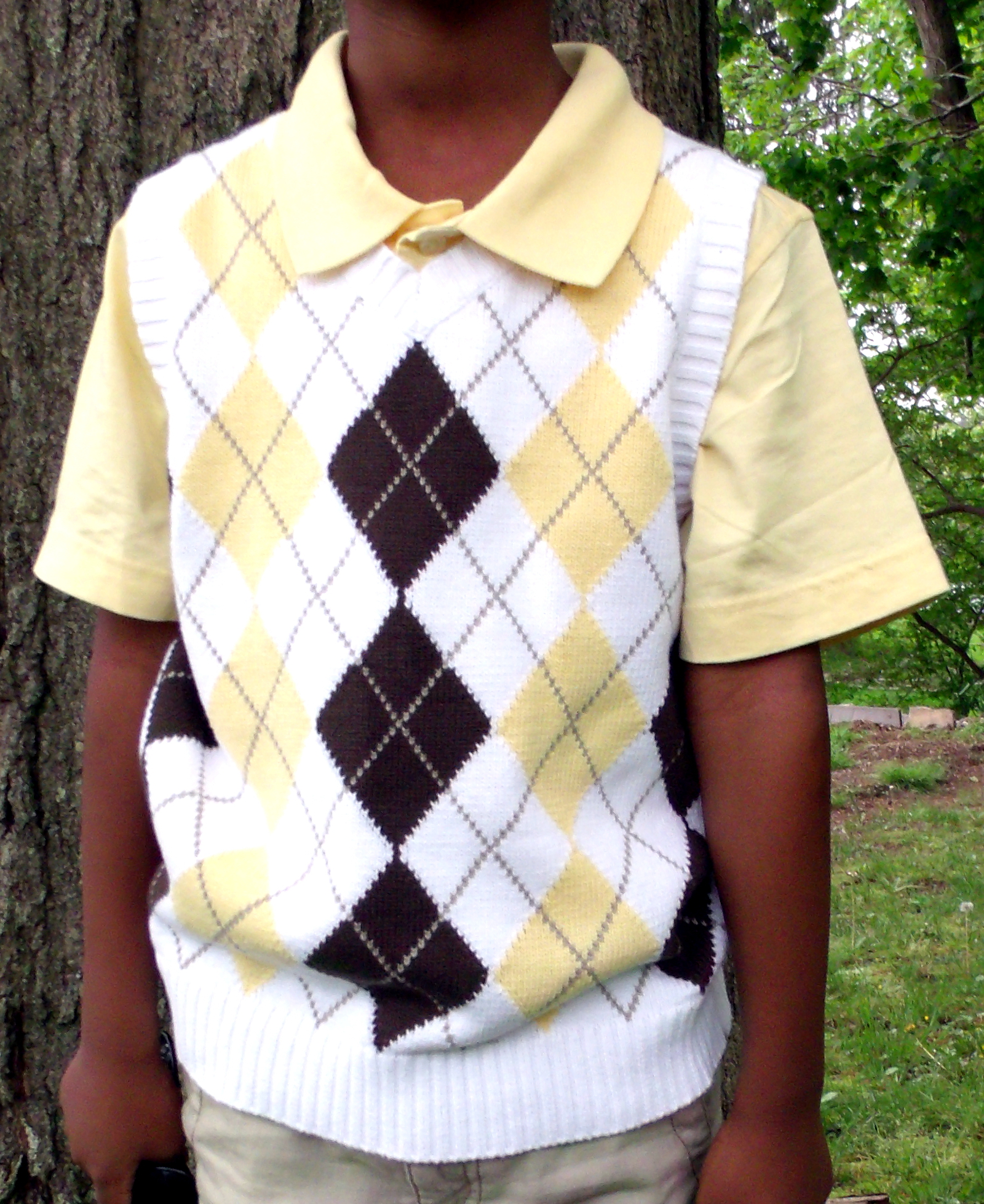
Klasická argylová vesta

Argylový vzor je druh intarzie s barevně kontrastními vzory ve tvaru kosočtverců stejnými na rubní i lícní straně pleteniny.
Vzor vznikl pravděpodobně v 17. století ve skotském hrabství Argyle, kde klan rodiny Campbellů používal textilie vzorované na způsob tartanu jako přikrývky, skotské sukně, podkolenky a nadkolenky. Použití pletenin s argylovým vzorováním se rozšířilo zejména po 1. světové válce. V roce 1920 přišel na trh první svetr a v dalších letech se z výrobků původně vyhrazených aristokracii a tradici stalo zboží oblíbené v opakujících se módních vlnách u různých vrstev společnosti.

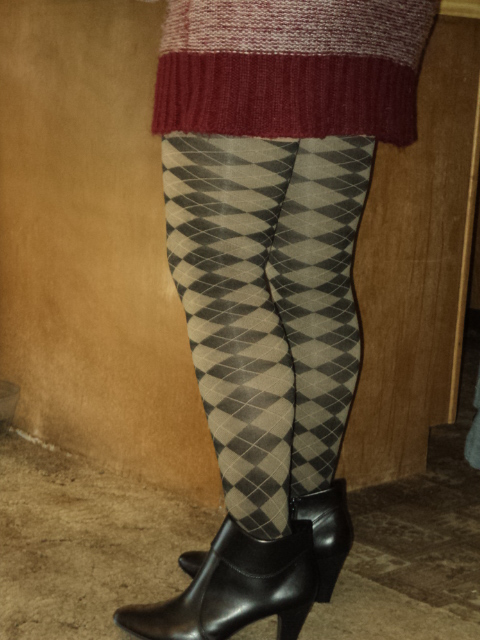
Krátkodobá móda legin

## Způsob výroby
- Na jednoválcových okrouhlých strojích se dá plést argylový vzor s mechanickým vzorovacím kolečkem. Např. stroj s průměrem jehlového válce 66 cm s 36 pletacími systémy, 18 obr./min.[4]
- Jednoválcové okrouhlé stroje ze 3. dekády 21. století na výrobu vzorovaných ponožek a punčochového zboží: Průměr válce 10,2 cm, 4 systémy, 96-144 jehel, 180 obr/min. (Výběr jehel aktuátory ve 12 polohách, tvarování oček krokovými motory).[5]
- Ploché pletací stroje na výrobu svrchního ošacení s elektronicky řízeným vzorováním, 2 vývody, max. rychlost 1 m/vt.[6] Program pro argylové vzorování dodává výrobce stroje v několika variantách.[7]

- Návody na ruční pletení argylových vzorů se běžně nabízejí na internetu ve formě videa.[8]

## Použití
V 21. století se pleteniny s argylovým vzorem používají na svetry, vesty, ponožky, sportovní trika a případně na bytové pokrývky, punčochy aj.